# Pačlavice
Pačlavice (deutsch Patschlawitz) ist eine Gemeinde in Tschechien. Sie liegt drei Kilometer nordwestlich von Morkovice-Slížany und gehört zum Okres Kroměříž.

## Geographie
Pačlavice befindet sich in den nördlichen Ausläufern des Littentschitzer Hügellandes im Tal des Baches Pačlavický potok. Südöstlich erheben sich der Kleštěnec (498 m) und die Krahula (450 m), im Südwesten der Hradisko (518 m) und die Lopata (429 m).
Nachbarorte sind Okluky und Osíčany im Norden, Prasklice und Počenice im Nordosten, Medlov im Osten, Kratochvíle, Morkovice und Pornice im Südosten, Skavsko, Švábsko und Nítkovice im Süden, Lhota, Zdravá Voda, Orlovice und Jezírko im Südwesten, Moravské Málkovice im Westen sowie Medlovice, Švábenice und Dětkovice im Nordwesten.

## Geschichte
Archäologische Funde belegen eine frühzeitliche Besiedlung des Gemeindegebietes. Die erste schriftliche Erwähnung von Pacezlauicih erfolgte im Jahre 1131, als Vladislav, der Neffe des Herzogs Soběslav I. einen Gervas mit dem Gut belehnte. Nach dessen Tode fiel Pacizlauiz 1160 an den inzwischen zum böhmischen König gekrönten Vladislav II. zurück, der das Gut daraufhin dem Spital des Johanniterordens in Prag schenkte. Im Jahre 1228 wurde der Ort als Passhlawiz bezeichnet. In der zweiten Hälfte des 13. Jahrhunderts gelangte das Gut mit den zugehörigen Dörfern Pačlavice, Lhota, Pornice und Dětkovice wieder an weltliche Herren. Im Jahre 1288 wurde Sulislav von Pačlavice als Besitzer genannt. Eine Pfarre ist seit dem 14. Jahrhundert nachweislich. Bis zum Ende des 15. Jahrhunderts erfolgte ein häufiger Besitzerwechsel. Der erste Nachweis über die Feste Paczlawicz stammt von 1355, sie gehörte zu dieser Zeit mit dem Vorwerkshof sowie einer Hube Land, dem Kretscham und zwei Häuslern Ješuta Keneš. Drei Jahre später wurden Bohuš und Libor von Pačlavice als Besitzer genannt. Bohuš verkaufte  die Güter an Ortwin von Pornitz. Diesem folgten die Herren von Boskowitz, Svatuch von Pačlavice, im Jahre 1373 Mladota von Pačlavice und im Jahre darauf Vojslav und Filip von Křižanov. Ab 1392 besaßen die Vladiken von Vickov einen Teil von Paczlauicz, der andere Teil gehörte bis 1420 Filip von Křižanov. Im Jahre 1492 kaufte Nikolaus Zendler von Hof (Mikuláš Sedlar z Hofu) die gesamte Herrschaft auf. 1523 wurde Paczlawicz erstmals ein Städtchen genannt. Durch Ferdinand I. erhielt Paczlawicz 1531 das Privileg zur Führung eines Wappens sowie der Abhaltung von zwei Jahrmärkten und eines Wochenmarktes. Im Jahre 1612 verkauften die Zendler von Hof die Herrschaft für 33.000 Gulden an Jan Bukuvka von Bukuvka. Von diesem ging das Gut 1633 an das Geschlecht Makartovský über. Während des Dreißigjährigen Kriegs wurde das Städtchen im Juni 1643 von den Schweden ausgeplündert und niedergebrannt. Über Jan Makartovský von Ledskás Tochter ging Paczlawicz 1678 an ihren Sohn Franz Adam Chorinský über. Im folgte Franz Karl Chorinský und ab 1741 dessen Sohn Matthias Franz Chorinský. Der Bischof überschuldete die Herrschaft dermaßen, dass sie 1759 öffentlich versteigert werden musste. Dabei erwarb sie sein Bruder Ignaz Chorinský. Im Jahr darauf brach in Paczlawicz ein Großfeuer aus, bei dem auch das Schloss ausbrannte. 1787 wurde eine Schule eingerichtet. Nach dem Tode von Ignaz Witwe Barbara erbte 1791 deren Tochter Anna, verheiratete Gräfin von und zu Sprinzenstein die Herrschaft. Diese verkaufte das Schloss für 260.000 Gulden an Ernst von Arenberg. Im Jahre 1833 errichtete Ernst von Arenberg in Paczlawicz ein Spital, in dem Untertanen der Herrschaft, die das 60. Lebensjahr überschritten und wegen gesundheitlicher Gebrechen nicht mehr arbeitsfähig waren. Seine Tochter Ernestine schenkte die Herrschaft 1841 den Barmherzigen Schwestern vom hl. Vinzenz von Paul. Mit der Schenkung war die Bedingung verknüpft, in zwei Häusern ein Krankenhaus zu unterhalten und eine Handarbeitsschule für mährische Mädchen einrichten. Einzige Wirtschaftsbetriebe waren die Brauerei und eine Brennerei. Bis zur Mitte des 19. Jahrhunderts blieb Pačlawice immer eine eigenständige Allodialherrschaft.
Nach der Aufhebung der Patrimonialherrschaften bildete Pačlawice / Patschlawitz ab 1850 eine Marktgemeinde in der Bezirkshauptmannschaft Kroměříž. Zu dieser Zeit breitete sich dem Markt das Korbmacherhandwerk aus, das der Innung in Morkovice angeschlossen war. Ab 1881 wurde die Gemeinde als Pačeslavice bezeichnet und seit 1893 wird der heutige Ortsname Pačlavice verwendet. Die Freiwillige Feuerwehr gründete sich 1895. Nach dem Ende des Ersten Weltkrieges entstanden zudem mehrere Knopfmacherbetriebe. Am 17. Oktober 1944 schlugen in Pačlawice während eines amerikanischen Fliegerangriffes auf Oberschlesien zwei Bomben ein. Das Dorf wurde am 1. Mai 1945 von der Roten Armee eingenommen und am 19. Juni 1945 zogen zweitausend Soldaten der Rumänischen Armee auf ihrem Heimzug durch den Ort. 1948 wurde nach der Auflösung des Klosters der herrschaftliche Grund und Boden aufgeteilt. 1950 wurde ein Kino eingeweiht. Im Jahre darauf wurde der Verkehr auf der Bahnstrecke Pačlavice – Kroměříž aufgenommen. 1955 entstand die Buslinie Pačlavice – Vyškov. Mit Beginn des Jahres 1961 wurden Lhota und Pornice eingemeindet. Die Grundschule wurde 1982 geschlossen und die Kinder nach Morkovice umgeschult.

## Ortsgliederung
Die Gemeinde Pačlavice besteht aus den Ortsteilen
- Pačlavice (Patschlawitz) mit Kratochvíle (Kratschwilka)
- Pornice (Pornitz) mit Švábsko (Schwabsko)
- Lhota (Lhotta, 1939–1945 Freiung) mit Boří za Zdravou Vodou, Jezírko (Gezirka), und Zdravá Voda (Zdrawa Woda)

## Sehenswürdigkeiten
- Schloss Pačlavice, das frühere Renaissanceschloss entstand im 17. Jahrhundert aus einer gotischen Feste. Nach dem Brand von 1760 wurde es unter Ignaz Chorinský im Barockstil wiederaufgebaut und 1816 klassizistisch umgestaltet. Im Jahre 1841 verschenkte Ernestine von Arenberg den Besitz an die Wiener Kongregation der Barmherzigen Schwestern vom hl. Vinzenz von Paul, die darin ein Kloster einrichtete, das bis 1948 bestand. Ab 1950 diente es als Altersheim Charita. Heute wird das Schloss als Seniorenresidenz und Pflegeheim genutzt.
- Kirche des hl. Martin
- Statue der Jungfrau Maria, geschaffen 1773, vor dem alten Rathaus
- Statue des hl. Johannes von Nepomuk, am Schloss, sie wurde 2008 restauriert
- Denkmal für den verunglückten Polarforscher Ota Kříž, errichtet 1875 von dessen Bruder Antonín
- Bildstock in der Flur Nivky, restauriert 1994
- Kapellen in Pornice, Zdravá Voda, Jezírko
- Erholungsgebiet Švábské rybníky in Švábsko

## Söhne und Töchter der Gemeinde
- Matthias Franz Chorinský von Ledska (1720–1786), Bischof von Brünn
- Ota Kříž (1845–1874), Polarforscher
- Rudolf Obruča (1874–1941), Militärkapellmeister und Komponist
- Antonín Hanák (1889–1935), Mediziner und Professor an den Universitäten Bratislava und Prag
- Aloys Skoumal (1904–1988), Übersetzer und Literaturkritiker